# Isolda Beidler
Isolda Beidler, nascuda com a Isolda Josefa Ludovika von Büllow (Múnic, 10 d'abril de 1865 - ibídem, 7 de febrer de 1919) fou una filla de Richard i Cosima Wagner, esposa del director d'orquestra Franz Beidler i mare de l'escriptor Franz Wilhelm Beidler.

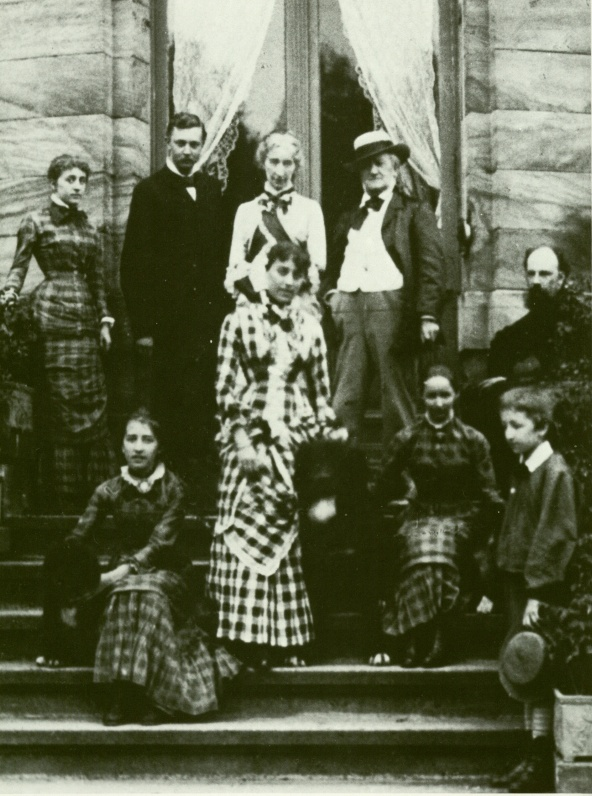
La família de Richard Wagner l'agost de 1881. Apareixen de dalt a baix i d'esquerra a dreta: Blandine, Heinrich von Stein (tutor de Siegfried), Cosima, Richard, el pintor Paul von Joukowsky, Isolda, Daniela, Eva, i Siegfried.

## Biografia

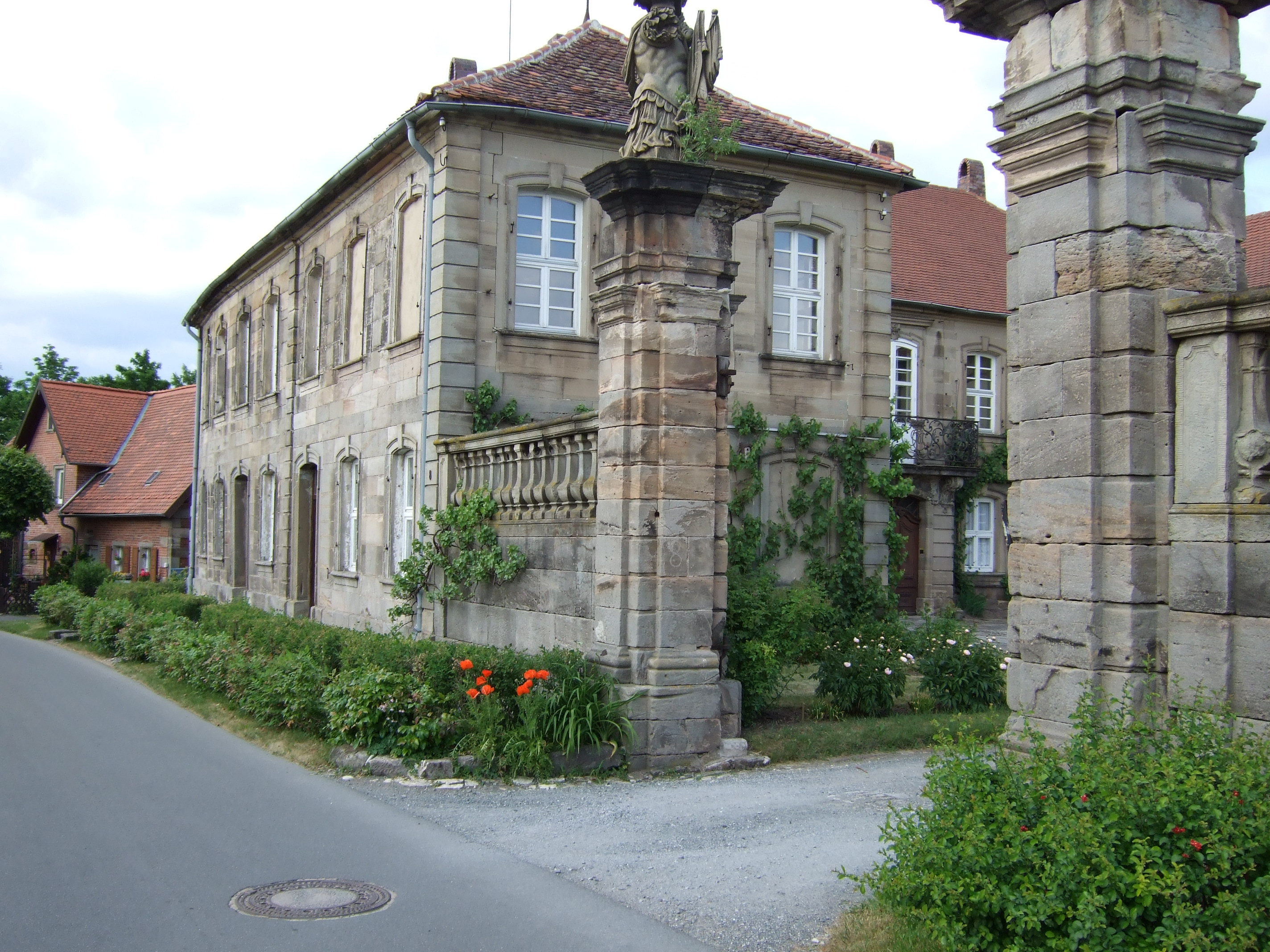
Castell Colmdorf a Bayreuth

Isolda fou una filla il·legítima de Richard Wagner. La seva mare, Cosima, estava encara casada amb Hans von Bülow (fins al 1870) quan va néixer Isolda. Hans von Büllow va reconèixer la filla com seva, la qual cosa va possibilitar compartir l'herència del pare amb les seves germanes Daniela i Blandine von Büllow, quan aquest va morir el 1894. Isolda va ser la filla favorita de Cosima. Va tenir nombrosos pretendents, incloent-hi Houston Stewart Chamberlain, pensador britànic nacionalitzat alemany que temps més tard es va casar amb Eva, germana d'Isolda.
El desembre de 1900 es va casar amb el director d'orquestra Franz Beidler, que aleshores tenia 28 anys. El matrimoni es va traslladar al Castell de Colmdorf de Bayreuth. Allí va néixer el 16 d'octubre de 1901 Franz Wilhelm Beidler, fill d'Isolda i primer net de Richard Wagner. El matrimoni va viure a Moscou i Sant Petersburg entre 1902 i 1905. El 1912 es van traslladar de Colmdorf a Múnic, al número 16 de Prinzregentenplatz (plaça del Príncep Regent). Isolda va continuar rebent una part dels ingressos de la família (al voltant de 12.000 marcs) i un suport extra com a despeses de reubicació.

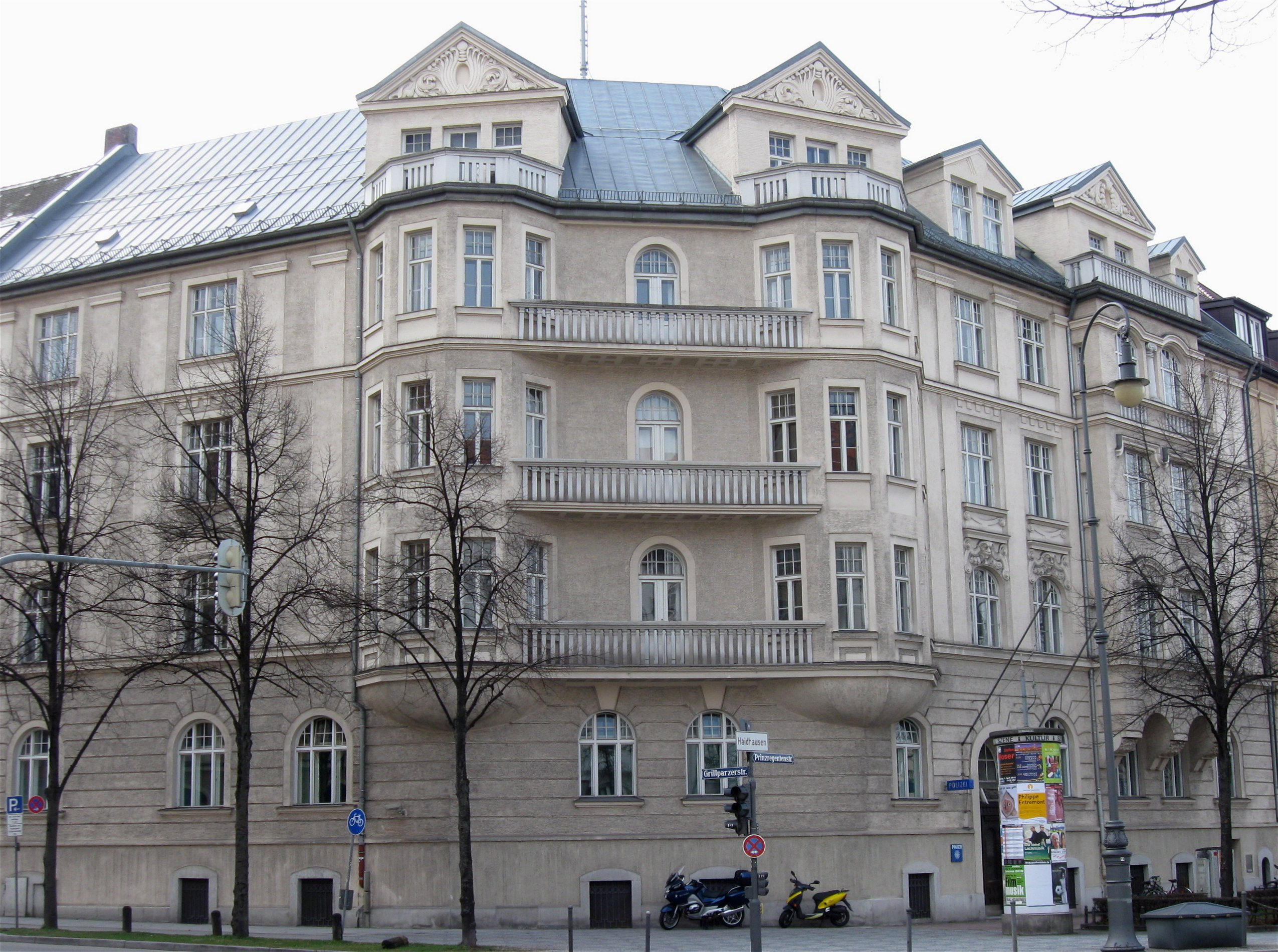
Casa al 16 de Prinzregentenplatz, Múnic. Més tard (des del 1929) va ser la casa d'Adolf Hitler

Quan el 1913 van expirar els drets d'autor de l'obra de Richard Wagner i la situació econòmica de la família Wagner va empitjorar, Siegfried Wagner va reduir l'assignació d'Isolda a una "subvenció voluntària" de 8.000 marcs. De res van servir les amenaces d'Isolda, la qual va acabar interposant un plet al Tribunal Regional de Bayreuth, una demanda per l'herència de la seva mare, un litigi conegut com a procés Beidler. El procés va acabar el 19 de juny de 1914, amb la desestimatòria de la demanda i Isolda va haver de pagar els costs del procés. A partir de llavors va mantenir contactes només amb la seva germana Daniela. Malgrat els afers extra matrimonials del seu marit Franz Beidler (tres fills il·legítims amb dues dones diferents) el matrimoni es va mantenir.
A Bayreuth se li va diagnosticar una greu malaltia pulmonar, una pulmonia. De tornada a Múnic la malaltia es va agreujar, sent tractada inicialment a Garmisch-Partenkirchen i més tard a Davos. Va morir en 1919 al seu domicili de Múnic. La seva mort va ser ocultada a la seva mare al llarg de 10 anys.

## Paternitat de Richard Wagner
La paternitat de Richard Wagner és avui en dia amplament reconeguda. Cosima Wagner va indicar com a únic hereu seu a Siegfried Wagner. En la demanda d'Isolda contra la seva mare per l'herència, Isolda indicava que la paternitat de Richard Wagner no estava demostrada, però Cosima va negar per escrit la paternitat de Wagner. Isolda havia estat inscrita després de néixer com a filla legítima de Hans i Cosima von Bülow, sent Richard Wagner el padrí del bateig. A més dels cognoms, en març de 1883 Hans von Büllow havia reconegut a Isolda i a Eva com a filles legítimes seves. A diferència de la seva germana Daniela, Isolda sempre va tractar Hans von Bülow no com un pare sinó com a senyor Bülow. En contrast amb Blandine i Daniela, Isolda no va ser enviada a un internat, sinó que, juntament amb Eva i Siegfried, va tenir tutors privats a casa.